# Glunimore
Glunimore est une île du Royaume-Uni située en Écosse.